# Crepúsculo (serie)
Crepúsculo (título original en inglés: Twilight) es una exitosa serie de cuatro libros para adolescentes escritos por la estadounidense Stephenie Meyer. Dos obras suplementarias han sido publicadas también. 
Gracias a esta serie de novelas que se inició en 2005 con la historia de Crepúsculo y a la que seguirían Luna nueva (2006), Eclipse (2007) y Amanecer (2008), la autora se convirtió en una de las escritoras de novela fantástica con más ventas en todo el mundo. La serie, cuya primera obra literaria (Crepúsculo) fue llevada al cine en 2008, ha sido traducida a más de veinte idiomas y ha vendido más de 100 millones de copias en todo el mundo. Además, Amanecer (en inglés: Breaking Dawn) fue el libro más vendido en 2008, mientras que la serie, como tal, rompió el récord de ventas en los Estados Unidos.
Los libros, enmarcados dentro de la fantasía romántica, narran la historia de amor entre una chica mortal (Bella) y un vampiro (Edward).
Los libros están narrados, casi en su totalidad, por Bella; solo el epílogo de Eclipse y una parte de Amanecer están narrados desde la perspectiva de Jacob Black.
La autora lleva varios años elaborando la quinta parte, un libro que narra la misma historia de Crepúsculo desde el punto de vista de Edward. Debido a la filtración de los doce primeros capítulos en Internet, Stephenie Meyer suspendió el proyecto por tiempo indefinido; sin embargo, publicó de manera oficial el borrador con los capítulos filtrados.
El 5 de junio de 2010, Meyer publicó una novela corta (compañera de la serie Crepúsculo) titulada La segunda vida de Bree Tanner, historia que relata el mundo de los neófitos a través de Bree, una chica que tuvo una breve aparición en Eclipse.

## Argumento

### Crepúsculo
Crepúsculo (en inglés: Twilight) es la primera entrega de la serie del mismo nombre. Narra la historia de Bella desde el momento en que decide mudarse al pequeño pueblo de Forks en el estado de Washington. Allí conoce al misterioso Edward Cullen, hijo adoptivo del doctor Carlisle Cullen y Esme Cullen, miembros de una familia vampira. Bella, atraída por su belleza y su actitud misteriosa, se enamora perdidamente de Edward y siente una necesidad incontrolable de estar con él.
Las consecuencias de este amor marcan un cambio total en la vida de Bella.
Descubre el mundo de los vampiros que hasta ese momento desconocía.
Al confrontarse con un grupo de tres vampiros (Victoria, Laurent y James) que no comparten el respeto por la vida humana, Bella pone su vida y la de su padre en peligro. Al final hay una confrontación del grupo con la familia de Edward al tratar de defender a Bella.
La obra termina con Edward y Bella en el baile de fin de curso donde discuten sobre la inmortalidad de la joven.

### Luna nueva
Luna nueva (en inglés: New Moon) es la segunda entrega de la serie. La novela trata el conflicto interno sufrido por Edward Cullen que reflexiona sobre el gran riesgo que supone convivir con el mundo vampírico para la humana Bella Swan. La trama gira en torno a la separación de la pareja que ocurre por la decisión de Edward y al acercamiento de Bella a su amigo de la infancia, Jacob Black. De esta manera, Bella se encuentra con un mundo hasta ese momento desconocido por ella – el mundo licántropo de la familia Black y la comunidad Quileute de La Push, una comunidad cercana a Forks, la ciudad donde se desarrolla la historia de la serie. Este acercamiento a los licántropos, que son, según la mitología, enemigos naturales de los vampiros, crea un profundo conflicto a lo largo de la serie. Edward, al creer que Bella ha muerto, desea que los Vulturis, una familia vampira muy poderosa que proviene de Italia, le quiten la vida, pues su vida sin Bella ya no tiene sentido. Por esta razón, Alice, la hermana de Edward, y Bella viajan a Italia para encontrarlo y salvarlo del peligro. Bella lo encuentra y logra evitar que se exponga a la luz del sol ante la vista de los humanos, pero los Vulturis, ante la amenaza de ser descubiertos, quieren quitarle la vida a Edward, por lo que Bella se ofrece en su lugar. Sin embargo, en el instante en que Bella se dispone a entregar su vida, Alice les explica a los Vulturis que Bella será una de ellos, pues la ha visto en sus visiones. De esta forma, los Vulturis les perdonan la vida a todos con la condición de que Bella sea convertida en vampiro.

### Eclipse
Eclipse es la tercera novela de la serie. Se inicia con Victoria atacando al joven Riley Biers y transformándolo al vampiro para que lidere el ejército de vampiros neófitos que ella está creando. El propósito de Victoria es atacar a Bella y la familia Cullen y, de esta manera, vengarse de la muerte de James que ocurre en el primer libro de la serie. Mientras tanto, Edward Cullen se niega a darle la inmortalidad a Bella hasta que estén casados y ella haya tenido diversas experiencias humanas; y el padre de Bella, Charlie Swan, está investigando la desaparición de Riley Biers y otros jóvenes. Edward sospecha que su desaparición fue causada por vampiros.
Durante una de sus visitas, Jacob le confiesa a Bella que está enamorado de ella y la besa sin su consentimiento. Furiosa, Bella lo golpea y se rompe la mano, lo que produce un enfrentamiento entre Edward y Jacob. No obstante, Bella insiste en que Jacob y el resto de los hombres lobo no le harían daño, pero Edward sigue sin estar convencido.
Alice tiene una visión del ejército de los vampiros recién transformados que, dirigidos por Riley Biers, atacan a Forks. Ante la amenaza del ataque de los neófitos, los rivales Edward y Jacob hacen las paces. Además, se crea una alianza entre los Cullen y los licántropos: acuerdan el lugar de encuentro y el tiempo para entrenar y discutir la estrategia de defensa. Durante el entrenamiento, Jasper le explica a Bella que fue creado por María, una vampira que controlaba un ejército de neófitos. Confiesa que odiaba su existencia hasta encontrarse con Alice y unirse a los Cullen.
Para esconderse del peligro que representan los neófitos, Edward y Bella, acompañados por Jacob, hacen un campamento en las montañas nevadas. Mientras Bella duerme, acontece una conversación entre Edward y Jacob, en la que temporalmente parece que podrían ser amigos. No obstante, la mañana siguiente Jacob escucha a Edward y Bella hablar sobre su compromiso, por lo que, molesto, quiere abandonar el escondite y participar en la batalla. Desesperada, Bella lo besa y se da cuenta de que ella también lo ama. Bella le confiesa lo sucedido a Edward, pero él, aunque esto le causa un sentimiento de conflicto interno, actúa con total ecuanimidad y sin aparentar molestia alguna.
La batalla empieza, y los Cullen, acompañados por los hombres lobo, destruyen el ejército de vampiros neófitos, aunque Jacob resulta herido por proteger a la hermana de Seth, Leah. Por otra parte, Victoria y Riley encuentran el escondite de Bella, no obstante, no logran matarla, pues Edward mata a Victoria y Seth se deshace de Riley. Sin embargo, el peligro no ha pasado, ya que los Vulturis, temiendo que se descubra el mundo vampírico, llegan a Forks con el propósito de destruir el ejército de los neófitos. Por esta razón, matan también a Bree Tanner, una vampira recién transformada que se negó a luchar y se entregó a los Cullen. 
Después de la batalla, Carlisle le da la atención médica a Jacob y Bella lo visita en su casa para decirle que, aunque lo ama, ha decidido estar con Edward. Decepcionado por su elección, Jacob acepta y le dice que seguirá luchando por ella hasta su último aliento.
Al final del libro, Bella y Edward van a su lugar favorito, el prado, donde ella le dice que ha decidido hacer las cosas a su manera: casarse, hacer el amor y solo entonces transformarse en vampiro. Sin embargo, deciden que primero necesitan contarle a Charlie sobre su compromiso.

### Amanecer
Amanecer (en inglés: Breaking Dawn) es el cuarto y último libro de la serie (por el momento, ya que Stephenie Meyer ha suspendido la publicación de Sol de Medianoche). Es también el libro más extenso de la serie y está dividido en tres partes. 
En la primera parte, el narrador retrata la vida de Bella y Edward en su etapa de compromiso, su boda, la luna de miel y el inesperado embarazo de Bella que causa muchas dudas y temores, pues nadie sabía que esto pudiera suceder.
La segunda parte del libro está narrada desde la perspectiva de Jacob Black y describe el conflicto que causa el embarazo de Bella dentro del clan de los hombres lobo, lo que culmina en la separación de Jacob Black, formando así su propia manada. El conflicto termina con el nacimiento de la humana-vampira Renesmee, hija de Bella y Edward Cullen, y con la imprimación a ella por parte de Jacob. Durante el embarazo, Edward pelea con Bella, pues no está convencido de que el bebé deba nacer, ya que le está haciendo daño a Bella. Jacob piensa que el bebé que está esperando Bella es un vampiro, por lo cual debe necesitar la sangre. Así, Carlisle le proporciona sangre a Bella para que la beba. De esta manera, ella mejora su salud, su pulso y su aspecto, aunque sigue siendo muy débil. Cuando un día Carlisle y Esme salen a buscar sangre para Bella, ella se pone de parto. Después de dar a luz, el estado de Bella empeora, por eso Jacob le da respiración boca a boca y trata de reanimarla, mientras que Edward le inyecta su veneno y la muerde en varias partes de su cuerpo. No obstante, Bella no responde. Al pensar que Bella ha muerto, Jacob sale a llorar y los demás lobos se dan cuenta de lo que ha pasado. El grupo se quiere vengar de los Cullen, pues causaron la muerte de una humana, rompiendo así el pacto entre los vampiros y los licántropos, pero Jacob los detiene. Cuando entra a ver a la bebé, imprima con ella. Al mismo tiempo, Carlisle le explica a Edward que Bella está viva pero permanece quieta por la morfina y que, por dentro, Bella se está regenerando.
La tercera parte de la novela vuelve a ser narrada desde el punto de vista de Bella Swan. Bella describe su nueva vida como vampira: sale a cazar con Edward por primera vez y se muestra fuerte ante la sangre humana. Cuando conoce a su hija Renesmee, descubre que Jacob ha imprimado con ella, por lo que le hace reclamos y lo golpea, sin embargo, Jacob le explica que solo desea proteger a su hija y que se ha dado cuenta de que nunca tuvo sentido su supuesto amor por ella, pues desde el principio su verdadero amor era Renesmee. Con el paso del tiempo, la familia Cullen se da cuenta del apresurado crecimiento de Renesmee y de su don de contar su historia a otros vampiros, poniendo su mano en la mejilla de los demás. Además, se la presentan al padre de Bella como hija adoptiva de Edward y Bella, pues Charlie no debe saber sobre la existencia de los vampiros.
Cuando Renesmee ha crecido más, Irina, la pariente de los Cullen y la enemiga de Bella, la ve de lejos y supone que es una niña inmortal convertida por los Cullen, puesto que los vampiros no pueden procrear entre sí. Decide dar aviso a los Vulturis, ya que en el mundo vampírico está prohibido convertir a un niño en vampiro porque este niño o niña detendría ahí su edad biológica y su aspecto, así como su edad psicológica, por lo que con solo una rabieta podría ser muy destructivo.
La vida de los Cullen se complica cuando, en una de sus visiones, Alice ve la llegada de los Vulturis y su ataque contra los Cullen por desobedecer las reglas. Como los Cullen creen que los Vulturis vienen a pelear y no a dialogar, deciden buscar la ayuda de sus parientes y conocidos para dar testimonio frente a los Vulturis. Además, Alice y Jasper viajan a Sudamérica con el propósito de encontrar a un niño parecido a Renesmee.
Cuando los Vulturis llegan, la familia Cullen ya está preparada para el combate, pero el jefe de los oponentes les da la oportunidad de presentar su versión de los hechos, así que queda claro el verdadero origen de Renesmee. No obstante, los Vulturis, temiendo que la hija de Bella y Edward sea una amenaza para el mundo vampírico, no están del todo convencidos. En ese momento llegan Alice y Japer, acompañados por un vampiro brasileño quien es también híbrido como Renesmee. Él cuenta su historia, dejando claro que no representa ninguna amenaza para el mundo vampírico, por lo que los Vulturis finalmente deciden retirarse.
Posteriormente, todo va volviendo a la normalidad rápidamente, Bella le pide explicaciones a Alice del por qué les hizo creer que los abandonó y ella solo responde que lo hizo porque era necesario y no sabía si iba a encontrar lo que buscaba. En la última escena, Bella retira su escudo y deja leer su mente a Edward y le muestra todos los recuerdos que tiene con él, manifestando de esta manera el gran amor que siente por él.

### Sol de medianoche
Sol de medianoche (en inglés: Midnight Sun) es un nuevo acompañante no publicado del libro Crepúsculo de la autora Stephenie Meyer, donde se relatan los eventos de Crepúsculo desde la perspectiva de Edward Cullen (a diferencia del libro original narrado desde el punto de vista de Bella Swan). Este libro no llegó a ser publicado, pues inconvenientemente se hizo la filtración de algunos capítulos en Internet, así que Stephenie Meyer decidió dar por cancelada su publicación.
En 2020, en plena cuarentena por la pandemia del coronavirus, la autora terminó de escribir los últimos capítulos del manuscrito. El 4 de mayo de 2020 confirmó que el libro por fin llegaría a las librerías el 4 de agosto de ese mismo año.

### La segunda vida de Bree Tanner
La segunda vida de Bree Tanner (en inglés: The Short Second Life of Bree Tanner) es una novela de la serie Crepúsculo derivada de Eclipse y escrita por Stephenie Meyer. La autora afirma que todo comenzó como una pequeña historia o un relato corto, pero fue cobrando más relevancia y contenido hasta el punto de convertirse en una novela más. El libro cuenta la historia de Bree Tanner, una vampira neófita, es decir, recién transformada, que aparece en el tercer libro de la serie (Eclipse) y participa en la guerra entre dos clanes: licántropos y vampiros por un lado y los vampiros neófitos, por otro. La novela narra el viaje de la armada de vampiros neófitos y su preparación para cercar a Bella Swan, protegida por la poderosa familia Cullen. El libro está escrito desde el punto de vista de Bree, en comparación con el resto de la serie que es, en su mayoría, narrada por Bella Swan.

### Anexo: otras ediciones
"Saga Crepúsculo: Guía Oficial Ilustrada" (en inglés: "The Twilight Saga: The Official Illustrated Guide") es una guía escrita por Stephenie Meyer que fue lanzada el 12 de abril de 2011 en Canadá y Estados Unidos. La fecha de lanzamiento original era el 30 de diciembre de 2008. Sin embargo, dado que la autora quería completarla de manera "más especial" posible, hubo varios arreglos en la publicación. Pueden conseguirse traducciones en Inglés, Español y Portugués.
La guía promete a los lectores material nuevo y exclusivo acerca del universo de Crepúsculo, incluyendo los perfiles de los personajes, escenarios descartados en las ediciones finales de los libros, una entrevista con la autora, árboles genealógicos, información acerca de los clanes, mapas y locaciones, referencias y más, como por ejemplo, información sobre los vehículos de los personajes principales. Como reveló Meyer en una entrevista, la Guía también incluye las historias de Alice y Emmett Cullen que no fueron desarrolladas en los libros y películas.
Este extenso libro de 526 páginas también incluye ilustraciones de diferentes artistas, incluido Young Kim, quien ilustró las Novelas Gráficas de Crepúsculo. Esta enciclopedia de Crepúsculo es la única que existe oficialmente y tiene páginas a color de alrededor de 100 dibujos y fotografías.
Las novelas gráficas de Crepúsculo se componen de los volúmenes I y II de "Crepúsculo" y I de "Luna nueva", respectivamente. Fueron ilustradas por Young Kim en consentimiento de Stephenie Meyer.
Pueden acceder a más información en los siguientes enlaces:
- Crepúsculo: Volúmenes I y II. https://en.wikipedia.org/wiki/Twilight:_The_Graphic_Novel
- Luna nueva: Volumen I. https://en.wikipedia.org/wiki/New_Moon:_The_Graphic_Novel

## Lugares
La historia se desarrolla principalmente dentro de la ciudad de Forks (Washington), donde Bella vive con su padre, Charlie Swan. Otras ciudades del estado de Washington que aparecen brevemente o se mencionan son Port Angeles, Olympia, Seattle y La Push. Por otra parte, algunos eventos en Crepúsculo tienen lugar en Phoenix (Arizona), de donde Bella es originaria.
Algunos eventos importantes en Luna nueva ocurren en la ciudad de Volterra (Italia). Jacksonville (Florida) se menciona en Crepúsculo y también aparece en Eclipse. La ciudad de Seattle es lugar de acontecimientos relevantes en Eclipse.
Por otra parte, en el último libro se mencionan varios lugares de Sudamérica. Algunos acontecimientos toman lugar en Río de Janeiro y en lugares no específicos (o ficticios) de la cuenca amazónica, así como la ficticia Isla Esme que, según la historia, se localiza cerca de Río de Janeiro. También se menciona a la tribu Mapuche en Chile, donde Alice y Jasper viajan para encontrar a un semi-vampiro llamado Nahuel (en mapudungun: jaguar).

## Estructura y género
La serie Crepúsculo es de género juvenil, fantasía y romance, aunque Stephenie Meyer categoriza su primer libro (Crepúsculo) como «suspenso, romance, terror y comedia». Sin embargo, la autora afirma que considera sus libros «romance antes que otra cosa». La serie explora el poco ortodoxo romance entre la humana Bella y el vampiro Edward, así como el triángulo amoroso entre Bella, Edward y Jacob, un hombre lobo. Los libros evitan entrar en el sexo provocativo y las drogas, ya que, según la opinión de la autora, los adolescentes no necesitan leer sobre sexo.
Los libros están escritos en primera persona, principalmente por Bella; sin embargo, el epílogo del tercer libro y una parte del último están narrados desde el punto de vista de Jacob. Cuando se le preguntó acerca de la estructura de la novela, Meyer describió su dificultad para determinar el género de las novelas:

Lo paso mal con esto. Porque si le digo a alguien: "la novela es de vampiros", inmediatamente se hacen una idea totalmente diferente a la de cómo es el libro. Y si no les gustan otros libros de vampiros como los de Anne Rice y los pocos que he leído, no los van a leer. Pero no es esa clase de libros oscuros y tristes. Entonces, cuando tú les dices: "Se intentan establecer en un instituto", inmediatamente la gente lo categoriza en otro grupo. Es muy fácil hacerse una idea preconcebida con una sola descripción.

No fue hasta que lo publicaron cuando empecé a pensar si mis vampiros serían muy diferentes a los demás. Por supuesto, en ese momento no podía realizar cambios.
Stephenie Meyer

## Temas e inspiración
Según la autora, sus libros hablan «sobre la vida, no la muerte» y «sobre el amor, no la lujuria». Cada libro fue inspirado y vagamente basado en un clásico literario: Crepúsculo en Orgullo y prejuicio de Jane Austen; Luna nueva en Romeo y Julieta de Shakespeare; Eclipse en Cumbres Borrascosas de Emily Brontë y Amanecer en El sueño de una noche de verano de Shakespeare.
Otros grandes temas en la serie son la posibilidad de la libre elección y la voluntad propia. Meyer dice que los libros se centran en torno a la elección de Bella a elegir su propia vida y a la abstención de los Cullen al rechazar sus instintos y tentaciones: «Realmente creo en la metáfora de mis vampiros. No importa dónde te quedas atrapado en la vida o lo que piensas que tienes que hacer, siempre puedes elegir otra cosa. Siempre hay un camino diferente».
Meyer, que es mormona, reconoce que su fe ha influido en su trabajo. En particular, dice que sus personajes «tienden a pensar más sobre dónde vienen y hacia dónde van». También evita dirigir sus temas al sexo, a pesar de la naturaleza romántica de las novelas. Afirma que el influjo de lo mormón o la promoción de las virtudes de la abstinencia sexual y la pureza espiritual no son intencionales, pero reconoce que su escritura está determinada por sus valores.

## Orígenes y publicación
Stephenie Meyer afirma que la idea de la historia vino a ella a través de un sueño el 3 de junio de 2003. El sueño era sobre una chica y un vampiro que discutían sobre las dificultades de su amor. Sobre la base de este sueño, Meyer hizo la transcripción de lo que ahora es el capítulo trece de Crepúsculo.

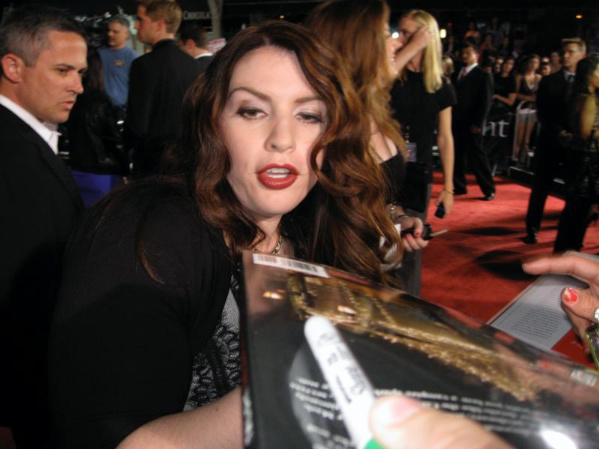
Stephenie Meyer en noviembre de 2008.

A pesar de tener muy poca experiencia escribiendo, en cuestión de tres meses completó la obra. Después de escribir y editar la novela, firmó un contrato de tres libros con la editorial Little, Brown and Company por $750.000, una cantidad inusualmente alta para un escritor nuevo. Megan Tingley, la editora que contrató a Stephenie, dice que a la mitad del libro se dio cuenta de que tenía entre sus manos un futuro superventas. El libro se publicó en 2005.
Crepúsculo ganó rápidamente la popularidad y numerosos premios, incluyendo:
- Editor's choice de The New York Times
- Mejor libro del año de Publishers Weekly
- Mejor libro de la época... hasta el momento de Amazon.com.
- La selección en la Hot List de la revista Teen People.
- La aparición en el Top 10 de los mejores libros para adolescentes y Top 10 de libros para lectores renuentes del American Library Association
- Alcanzó el número cinco en la lista de superventas de The New York Times.[21]

Tras el éxito de Crepúsculo, Meyer amplió la historia a tres libros más: Luna nueva (2006), Eclipse (2007) y Amanecer (2008). En su primera semana de publicación, el segundo libro (Luna nueva) debutó en el número cinco de los superventas del periódico The New York Times y, en su segunda semana, subió al número uno donde permaneció durante once semanas. En total, estuvo más de 50 semanas en la lista.

## Recepción e influencia

### El «fenómeno Crepúsculo»
El atractivo de las novelas y la gran comunidad de fanes en línea son notados a menudo, por lo que la autora y la popularidad de la serie son comparadas con frecuencia a J.K. Rowling y Harry Potter. Meyer responde a esas comparaciones diciendo: «Ser comparada con ella es terriblemente adulador, pero nunca habrá otra J.K. Rowling; es un fenómeno que no va a suceder de nuevo», sin embargo, señala que «se puede comparar con más facilidad a mis fanes con sus fanes [que a mí con ella]. Creo que ambas tenemos gente realmente entusiasta, y viajarían kilómetros para vernos y participar; y realmente a todo mundo le importan nuestros personajes». La popularidad de la saga Crepúsculo y el entusiasta seguimiento de los fanes han obtenido la atención de los medios al punto de ser denominados «El Fenómeno Crepúsculo». Los fanes de Stephenie Meyer destacan por varios motivos: a menudo se visten como los personajes del libro, escriben sus propios cuentos derivados de la historia original y los publican en Internet, forman bandas de rock temáticas de Crepúsculo, etc. Además, cuando Meyer aparece en una librería, miles de personas van a reunirse con ella. Describiendo la devoción de los fanes de los libros, el Phoenix New Times escribió: «El fanatismo por Meyer evoca la manía por Harry Potter».
Otro de los factores que muestran la popularidad de la serie entre los fanes es la cantidad de foros y páginas web sobre el tema, ya que existen más de 50 foros en español referentes a la misma.
Además, la ciudad de Forks (Washington), el escenario de la serie Crepúsculo, ha mejorado económicamente gracias a las visitas turísticas de los fanes de los libros. Actualmente la ciudad ofrece «tours de Crepúsculo», con lugares de visita como la playa de La Push, el hospital donde Carlisle Cullen supuestamente trabaja y una casa de dos pisos destinada a fungir como la residencia Swan. En respuesta a los planes de renovación de la envejecida «Escuela Secundaria Forks», un grupo de fanes de Crepúsculo se ha unido con Infinite Jewelry Co. y con The West Olympic Peninsula Betterment Association, teniendo como objetivo recaudar fondos para salvar la apariencia de ladrillo del edificio. De acuerdo con Megan Tingley, la editora de Little, Brown and Company, «Los fanes de Stephenie están rabiosos, Stephenie ha tocado algo muy profundo en sus lectores y ellos responden a un nivel emocional».

### Críticas literarias
Aunque Crepúsculo es una de las series más populares en la última década, existen opiniones encontradas sobre la calidad de la autora de la saga, Stephenie Meyer. Incluso Stephen King ha llegado a calificar a Meyer de ser una mala escritora.
Algunos críticos afirman que, en las novelas de Meyer, se pierde el verdadero «folklore» de los vampiros, ya que están descritos de una manera completamente diferente de sus aspectos tradicionales. Por ejemplo, tradicionalmente los vampiros no pueden cruzar ríos, mares, manantiales, océanos y lagos, a no ser que se encuentren dentro o cerca de un sarcófago hecho en su tierra y viajen en avión o barco. Además, otros aspectos tradicionales de los vampiros que en la saga desaparecen son la debilidad ante el sol, el aliento fétido debido al consumo de sangre y el no ser discretos ante el hombre, pues su verdadera naturaleza es sanguinaria.

### Repercusión
En la actualidad, ha habido mucha presencia de la saga en películas o series de televisión que la parodian, siendo el ejemplo más evidente la película Vampires Suck, una parodia de las dos primeras novelas que estrenó en 2010. Como dato curioso, la autora de la saga 50 Sombras de Grey, E.L. James, se inspiró en los personajes de Crepúsculo, saga de la que era gran fan. De hecho, antes de publicar sus libros, James escribió y compartió fragmentos de su historia en un blog personal, adaptando a los personajes de Crepúsculo —como Edward, Bella, Jacob y Mike— a su propio relato. Este "fanfiction" rápidamente ganó popularidad entre los lectores, lo que motivó a la autora a dar el salto a la publicación profesional de sus libros.
Algunas de las series o películas que han mencionado o parodiado la saga son:
- Diario de una doctora
- House of Anubis
- Good Luck Charlie
- Pair of Kings
- iCarly
- Shake It Up
- Glee
- Vampires Suck
- Scooby-Doo! Misterios, S. A
- The Vampire Diaries
- Los Simpson
- 90210
- Supernatural (serie de televisión)
- Mi Niñera Es Una vampira
- So Random!
- Go on
- Marvin Marvin
- Life with Boys
- Mad
- The Big Bang Theory
- Teen Titans Go! (serie animada)

Además, la canción Vampire money de la banda My Chemical Romance ha sido descrita por la prensa como una canción «anti-Crepúsculo».

### Películas
- Crepúsculo: La saga

Se han filmado cinco películas de la serie, correspondientes a los cuatro libros. El último libro está dividido en dos partes, de las cuales la primera fue estrenada el 18 de noviembre de 2011 y la segunda, el 16 de noviembre de 2012. Los protagonistas de las películas son Kristen Stewart y Robert Pattinson quienes interpretan a Bella Swan y Edward Cullen, respectivamente.
Con más de dos millones de espectadores y una recaudación de cinco millones de euros en su primer fin de semana, Crepúsculo (2008), se considera una de las películas más taquilleras basadas en un superventas. Obtiene la quinta posición en la lista de mejores aperturas en la historia del cine, por lo que se sitúa delante de El Señor de los Anillos: el retorno del Rey, y la primera posición como mejor apertura del cine bajo una dirección femenina (Catherine Hardwicke). Crepúsculo fue la película número uno en su primer fin de semana en los cinematógrafos de España, Estados Unidos, México, Italia, Francia y Alemania. Además, ya es una de las 100 películas más taquilleras de la historia de los Estados Unidos.

## Adaptaciones
- Crepúsculo (2008), película dirigida por Catherine Hardwicke, basada en la novela Crepúsculo
- The Twilight Saga: New Moon (2009), película dirigida por Chris Weitz, basada en la novela Luna nueva
- The Twilight Saga: Eclipse (2010), película dirigida por David Slade, basada en la novela Eclipse
- The Twilight Saga: Breaking Dawn - Part 1 (2011), película dirigida por Bill Condon, basada en la novela Amanecer
- The Twilight Saga: Breaking Dawn - Part 2 (2012), película dirigida por Bill Condon, basada en la novela Amanecer
- Twilight Storytellers: The Mary Alice Brandon File (2015), corto dirigido por Kailey Spear y Sam Spear, basado en la serie de novelas
- Twilight Storytellers: Consumed (2015), corto dirigido por Maja Fernqvist, basado en la serie de novelas
- Twilight Storytellers: The Groundskeeper (2015), corto dirigido por Nicole Eckenroad, basado en la serie de novelas
- Twilight Storytellers: Masque (2015), corto dirigido por Cate Carson, basado en la serie de novelas
- Twilight Storytellers: Sunrise (2015), corto dirigido por Amanda Tasse, basado en la serie de novelas
- Twilight Storytellers: Turncoats (2015), corto dirigido por Lindsey Hancock Williamson, basado en la serie de novelas
- Twilight Storytellers: We've Met Before!! (2015), corto dirigido por Yulin Kuang, basado en la serie de novelas